# Oberes Kirchenfeld
Das Obere Kirchenfeld ist ein Quartier der Stadt Bern. Es gehört zu den 2011 bernweit festgelegten 114 gebräuchlichen Quartieren und liegt im Stadtteil IV Kirchenfeld-Schosshalde, dort im statistischen Bezirk Kirchenfeld. Es grenzt an die Quartiere Unteres Kirchenfeld/Dalmazi, Schwellenmätteli, Gryphenhübeli/Thunplatz, Elfenau/Brunnadern und das Dählhölzli.
Im Jahr 2022 lebten im Quartier Oberes Kirchenfeld 1525 Einwohner, davon 1203 Schweizer und 322 Ausländer.
Das brachliegende Kirchenfeld wurde 1856 von der Burgergemeinde Bern erworben. Voraussetzung für eine Bebauung war der Bau der Kirchenfeldbrücke als Verbindung mit Bern in damaliger Ausdehnung.
Im Quartier befinden sich einige Botschaften und Sitze von Unternehmen und Verbänden.